# Guido Pesenti
Guido Pesenti (Milano, 23 giugno 1884 – Milano, 21 maggio 1962) è stato un avvocato, sindacalista e politico italiano.

## Biografia
Figlio secondogenito di Francesco, rettore dell'orfanotrofio dei Martinitt e di Anna dei conti di Marsciano, discendente di un'antica famiglia umbra possidente della città di Milano, ebbe una sorella maggiore, Antonietta.
Allievo ufficiale del Regio Esercito, nel 1904 ottenne la nomina a sottotenente di complemento. Conclusa l'esperienza militare e gli studi in giurisprudenza, aprì un proprio studio professionale in Milano, dove iniziò a collaborare con gruppi industriali di rilevanza.
Volontario nella prima guerra mondiale come ufficiale, si occupò della propaganda militare al fronte. Il periodo compreso nel primo dopoguerra lo vide impegnato contro i tumulti e scioperi del biennio rosso. Vicino alle nuove formazioni del movimento fascista vi prese parte attiva e negli anni trenta fu nominato Segretario generale del sindacato fascista degli avvocati e procuratori.
Grande ufficiale della corona, si sposò con Emma Villa ed ebbe due figli. In quegli anni sostituì Marcello Visconti di Modrone di nomina regia nella carica di podestà della città di Milano. A seguito dell'Armistizio nel 1943 non aderì alla Repubblica Sociale Italiana. Terminata la seconda guerra mondiale si ritirò dalla scena politica e si dedicò all'attività professionale.